# Liste de personnalités de l'ordre des Prêcheurs
Cette liste regroupe des personnalités appartenant ou ayant appartenu à l'ordre des Prêcheurs (ordre des Dominicains, fondé en 1215), classées par ordre chronologique.

## XIIIesiècle
- Dominique de Guzmán (1170-1221), espagnol, fondateur de l'Ordre des Prêcheurs au XIIIe siècle.
- Mannès de Guzmán (1165/1170-1234/1235), bienheureux, prêtre et frère du précédent.
- Amicie de Montfort (morte le 20 février 1253), fille de Simon IV de Montfort, fondatrice d'un couvent dominicain à Montargis.
- Raymond de Penyafort (1175-1275), ou Peñafort, canoniste.
- Pedro González Telmo (1190-1246), bienheureux, prédicateur espagnol.
- Gilles de Santarem (vers 1190-1265), médecin, dominicain portugais.
- Albert le Grand (1200-1280), théologien renommé au XIIIe siècle, notamment professeur de Saint Thomas d'Aquin.
- Théodoric Borgognoni (1205-1298), évêque de Bitonto, évêque de Cervia, chirurgien fameux.
- Thomas d'Aquin (v.1224-1274), théologien scolastique du XIIIe siècle, docteur de l'Église.
- Innocent V (v.1225-1276), bienheureux, pape en 1276.
- Jacques de Voragine (v.1228-1298), frère, chroniqueur italien, auteur de la Légende dorée sur la vie des saints.
- Jacques Salomoni (1231-1314), bienheureux, prêtre italien.
- Benoît XI (1240-1304), bienheureux, pape de 1303 à 1304.
- Maître Eckhart (v.1260-v.1328), théologien et philosophe, le premier des mystiques rhénans.
- Bernard Gui (1261-1331), évêque, inquisiteur.
- Simone Saltarelli (1261-1342), procurateur général de l'ordre des Prêcheurs, mécène italien, a réussi la réconciliation de l'antipape Nicolas V avec Jean XXII.

## XIVesiècle
- Imelda Lambertini (1320-1333), bienheureuse, moniale dominicaine.
- Catherine de Sienne (1347-1380), mystique et diplomate italienne, auteur d'écrits spirituels, chercha à éviter le Grand Schisme d'Occident.
- Vincent Ferrier (1350-1419), prédicateur à travers l'Europe, diplomate, personnage-clé dans les troubles du Grand Schisme d'Occident

## XVesiècle
- Fra Angelico (1387-1455), bienheureux Jean de Fiesole, frère du XVe siècle célèbre pour sa peinture.
- Tomás de Torquemada (1420-1498), grand inquisiteur espagnol.
- Jérôme Savonarole (1452-1498), prédicateur italien, auteur de textes véhéments contre la corruption des mœurs dans l'Église.
- Osanna de Mantoue (1449-1505), tertiaire dominicaine et mystique italienne.
- Jeanne de Portugal (1452-1490), bienheureuse, princesse et moniale dominicaine.
- Colombe de Rieti (1467-1501), mystique italienne.
- Simon Grunau (vers 1470-1530/1537), allemand, auteur de la Preussische Chronik.

## XVIesiècle
- Bartolomé de Las Casas (1474-1566), frère espagnol, a dénoncé les pratiques des colons et défendu les droits des Indigènes en Amérique.
- Osanna de Kotor (1493-1556), ermite du tiers-ordre dominicain à Kotor.
- Pie V (1504-1572), pape de 1566 à 1572, a œuvré pour un redressement moral des clercs et une redéfinition du rôle de l'Église.
- Louis Bertrand (1526-1581), frère espagnol, maître des novices, missionnaire, saint patron de la Colombie.
- Giordano Bruno (1548-1600), frère italien du XVIe siècle, condamné par l'Inquisition pour sa théologie jugée hérétique à l'époque.
- Tommaso Campanella (1568-1639), frère italien des XVIe et XVIIe siècles, philosophe, proche de l'utopie, auteur d'une théorie de la connaissance.
- Rose de Lima (1586-1617), première sainte du Nouveau Monde, canonisée en 1671.

## XVIIesiècle
- Benoît XIII (1649-1730), pape aux XVIIe – XVIIIe siècles (à ne pas confondre avec l'antipape du même nom).
- Tommaso Maria Ferrari (1649-1716), cardinal italien.

## XVIIIesiècle
- Edward Fenwick (1768-1832), américain, introduisit l'ordre des Prêcheurs dans le territoire des États-Unis d'Amérique.

## XIXesiècle
- Henri-Dominique Lacordaire (1802-1861), prédicateur, journaliste et homme politique français.
- Jean-Joseph Lataste (1832-1869), bienheureux, fondateur des Sœurs dominicaines de Béthanie.
- Hyacinthe-Marie Cormier (1832-1916), bienheureux, maître de l'ordre des Prêcheurs de 1904 à 1916.
- Marie-Joseph Lagrange (1855-1938), exégète, fondateur de l'École Biblique de Jérusalem et de la Revue biblique.

## XXesiècle
- Pierre Mandonnet (1858-1936), théologien néothomiste, historiographe de la philosophie médiévale.
- Antonin-Gilbert Sertillanges (1863-1948), philosophe moraliste, fondateur de la Revue thomiste.
- Thomas Dehau (1870-1956), auteur de plusieurs ouvrages de spiritualité.
- Gabriel Théry (1891-1959), théologien.
- Marie-Dominique Chenu (1895-1990), historien, théologien, fondateur du néothomisme, expert lors du concile Vatican II.
- Michel Louis Guérard des Lauriers (1898-1988), théologien, théoricien du sédéprivationniste.
- Raymond-Joseph Loenertz (1900-1976), historien luxembourgeois.
- Jean de Menasce (1902-1973), théologien, orientaliste, auteur sur le judaïsme, le sionisme, le hassidisme, l'iranologie.
- Roland de Vaux (1903-1971), directeur de l'EBAF, spécialiste des manuscrits de Qumrân.
- Yves Congar (1904-1995), théologien, expert à Vatican II, cardinal.
- Thomas Philippe (1905-1993), cofondateur de l'Arche, neveu de Thomas Dehau.
- Marie-Dominique Philippe (1910-2006), fondateur de la Communauté Saint-Jean, frère du précédent et neveu de Thomas Dehau.
- André-Marie Dubarle (1910-2002), théologien thomiste.
- Bruno Hussar (1911-1996), israélien, fondateur de la maison Saint-Isaïe à Jérusalem et de Neve Shalom - Wahat as Salam ("Oasis de Paix").
- Edward Schillebeeckx (1914-2009), théologien controversé, expert lors du concile Vatican II.
- Robert McKenna (1827-2015), évêque errant sédévacantiste américain.

## XXIesiècle
- Pierre Raffin (1938-2024), français, évêque de Metz de 1987 à 2013.
- Kim En Joong (1940-), père dominicain assigné au Couvent de l’Annonciation à Paris, peintre et créateur de vitraux.
- Christoph Schönborn (1945-), cardinal archevêque de Vienne.
- Timothy Radcliffe (1945-), maître de l'ordre des Prêcheurs de 1992 à 2001, auteur de nombreux livres, cardinal.
- Malcolm McMahon (1949-), anglais, archevêque de Liverpool depuis mars 2014.
- Yousif Thomas Mirkis (1949-), irakien, archevêque de Kirkouk depuis 2014.
- Louis-Marie de Blignières (1949-), français, fondateur de la Fraternité Saint-Vincent-Ferrier.
- Carlos Azpiroz Costa (1956-), argentin, maître de l'ordre des Prêcheurs de 2001 à 2010.
- Anthony Fisher (1960-), australien, archevêque de Sydney depuis septembre 2014.
- David Macaire (1969-), évêque français, archevêque de Saint-Pierre et Fort-de-France depuis 2015.
- Paul-Adrien d’Hardemare (1981-), prêtre et vidéaste français.